# Johan Boman
Johan Boman (i riksdagen kallad Boman i Flatenberg), född 21 december 1825 i Norrbärke församling, Kopparbergs län, död där 23 mars 1895, var en svensk bergsbruksidkare och politiker.
Boman var ledamot av riksdagens andra kammare 1882–1884 samt vid B-riksdagen 1887, invald i Grangärde, Norrbärke och Söderbärke tingslags valkrets i Kopparbergs län.